# Nyelanding
Nyelanding is een bestuurslaag in het regentschap Bangka Selatan van de provincie Bangka-Belitung, Indonesië. Nyelanding telt 4321 inwoners (volkstelling 2010).